# 小野木聖二
小野木 聖二（おのき せいじ、1946年8月21日 - 2019年10月21日） は、日本の技術者、実業家。アズビル代表取締役社長や、同社代表取締役会長、日本電気制御機器工業会会長、日本電気計測器工業会会長などを歴任した。藍綬褒章受章。

## 人物・経歴
北海道帯広市生まれ。1970年北海道大学工学部応用物理学科卒業、山武ハネウエル入社。
1988年山武ハネウエルアドバンステクノロジーセンター所長。1994年山武ハネウエル工業システム事業部システム開発統括部長。1996年山武ハネウエルア取締役。2000年山武産業システム代表取締役社長。2003年執行役員常務アドバンスオートメーションカンパニー社長。
2004年から代表取締役社長兼執行役員社長を務め、社名をazbilに変更した。2007年日本電気制御機器工業会会長。2009年日本電気計測器工業会会長。2011年藍綬褒章受章。2012年代表取締役会長兼執行役員会長。2015年日本電気計測器工業会会長。2018年取締役兼取締役会議長。